# 被服団地前交差点
| 国道170号標識 | 国道308号標識 |

被服団地前交差点（ひふくだんちまえこうさてん）とは大阪府東大阪市にある交差点である。
当交差点の立体交差整備事業名でもある 西石切立体交差（にしいしきりりったいこうさ）についても言及する。

## 概要
地平では国道170号（大阪外環状線）と国道308号が交差している。その上を立体交差する形で阪神高速13号東大阪線・第二阪奈有料道路が東西に通っており、西側には阪神高速・水走出入口（環状線方面）、東側には第二阪奈・西石切ランプ（奈良方面）がそれぞれ設置されている。さらにその上には近鉄けいはんな線が通っている。
交通量の多い国道どうしが平面交差している上に、有料道路のランプが交差点の東西すぐ近くにあるため交通量が多く、慢性的な渋滞箇所となっている。しかし上部に道路と鉄道がある関係からオーバーパスが不可能であるため、国道170号をアンダーパスさせて国道308号と立体交差させる計画（平成20年度再評価時点）が2017年（平成29年）度完成を目標として行われていた。完成すれば大阪外環状線のアンダーパスとしては、富田林市の新家交差点（国道309号交点）、河内長野市旭ケ丘付近（河内長野市道との6差路）に次ぐものだった。
立体交差事業とは別に2005年から2009年にかけて平面交差の暫定改良を行っており、一定の効果が認められたとして、立体交差整備事業の再評価が継続していた。しかし平成24年度大阪府建設事業評価審議会において事業休止の申し入れがあり、審議の結果、事業休止となった。都市計画道路大阪瓢箪山線（近鉄奈良線沿いに設置）供用開始（平成28年度）後の周辺交通状況を検証してから再評価を行うとしている。

## 進路
| 方角 | 道路                          | 行き先                                              |
| ---- | ----------------------------- | --------------------------------------------------- |
| 北   | 国道170号（大阪外環状線）     | 高槻方面                                            |
| 東   | 国道308号（第二阪奈有料道路） | 奈良方面（西石切ランプ） 国道170号（旧道） 新石切駅 |
| 南   | 国道170号（大阪外環状線）     | 泉佐野方面                                          |
| 西   | 国道308号                     | 大阪方面 吉田駅                                     |
| 西   | 阪神高速13号東大阪線          | 環状線方面（水走出入口）                            |

## 周辺の主な施設
- 大阪被服団地
- 石切剣箭神社
- ドン･キホーテ
- ジョーシン
- コーナン
- ライフ